# آدالبرتو پریرا دوس سانتوس
آدالبرتو پریرا دوس سانتوس (انگلیسی: Adalberto Pereira dos Santos; ۱۱ آوریل ۱۹۰۵ – ۲ آوریل ۱۹۸۴) سیاستمدار و فرمانده نظامی اهل برزیل بود.